# Mongeta bitxo
La varietat mongeta bitxo o més bé vitxo de nom científic Phaseolus vulgaris L., d'origen andí, es caracteritza per les seves llavors marrons de forma arrodonida-ovoide i de mida mitjana-gran, pertanyents a la classe comercial Bayo Gordo. Té creixement indeterminat. Les flors són liles. Les beines són petites i es caracteritzen per adquirir un color vermell carmí intens a mesura que avança la maduració. En condicions òptimes les produccions són elevades.
Des del punt de vista sensorial es caracteritza per una elevada farinositat, percepció de la pell alta i sabor intens. La rugositat de la pell és molt baixa i la seva percepció alta. Pel que fa als caràcters culinaris, el temps de cocció de la varietat vitxo es troba en menys de dues hores. Respecte a la integritat del gra després de la cocció, solen trobar-se aproximadament la meitat de grans esberlats (50%). Està inclosa en el Catàleg de les varietats locals d'interès agrari de Catalunya amb el número d'inscripció CAT010CVL

## Característiques agronòmiques
La varietat vitxo té unes produccions altes, al voltant dels 1.900 kg/ha i es tracta d'una varietat tardana, amb una mitjana de 50 dies transcorreguts des de la sembra fins al moment en què el 50% de les plantes d'un cultiu estan en floració. Especialment la producció, ja que és un caràcter molt influenciat per l'ambient, i en funció de l'any i la localitat. La mongeta vitxo es sembra aproximadament a mitjan juliol i es cull a primers de novembre.